# FA Cup 1967-1968
La FA Cup 1967-68 è stata la 87º edizione della più antica competizione calcistica del mondo. Il West Bromwich Albion vinse il torneo battendo in finale l'Everton per 1-0 dopo i tempi supplementari allo stadio di Wembley, a Londra.
Le partite furono giocate, di solito, il sabato nello stadio della società prima nominata, ma se le condizioni meteorologiche non permettevano il normale svolgimento delle partite, queste venivano spostate in un'altra data. Se il punteggio era in parità alla fine dei 90 minuti, era prevista la ripetizione della partita, e se anche dopo il replay persisteva la parità si ripeteva di nuovo il match, inoltre nei replay era previsto, se il punteggio era in parità alla fine dei 90 minuti, un tempo supplementare di 30 minuti.

## Calendario
| Turno                           | Data                     |
| ------------------------------- | ------------------------ |
| Turno preliminare               | Sabato 2 settembre 1967  |
| Primo turno di qualificazione   | Sabato 16 settembre 1967 |
| Secondo turno di qualificazione | Sabato 30 settembre 1967 |
| Terzo turno di qualificazione   | Sabato 14 ottobre 1967   |
| Quarto turno di qualificazione  | Sabato 28 ottobre 1967   |
| Primo turno                     | Sabato 9 dicembre 1967   |
| Secondo turno                   | Sabato 6 gennaio 1968    |
| Terzo turno                     | Sabato 27 gennaio 1968   |
| Sedicesimi di finale            | Sabato 17 febbraio 1968  |
| Ottavi di finale                | Sabato 9 marzo 1968      |
| Quarti di finale                | Sabato 30 marzo 1968     |
| Semifinali                      | Sabato 27 aprile 1968    |
| Finale                          | Sabato 18 maggio 1968    |

## Fase Finale

### Sedicesimi di finale
Le partite furono giocate sabato 17 febbraio 1968; sei partite andarono al replay la stessa settimana.
| Sfida N° | Squadra di casa          | Punteggio | Squadra in trasferta | Data             |
| -------- | ------------------------ | --------- | -------------------- | ---------------- |
| 1        | Walsall                  | 0-0       | Liverpool            | 17 febbraio 1968 |
| replay   | Liverpool                | 5-2       | Walsall              | 19 febbraio 1968 |
| 2        | Aston Villa              | 0-1       | Rotherham United     | 17 febbraio 1968 |
| 3        | Sheffield Wednesday      | 2-1       | Swindon Town         | 17 febbraio 1968 |
| 4        | Middlesbrough            | 1-1       | Bristol City         | 17 febbraio 1968 |
| replay   | Bristol City             | 2-1       | Middlesbrough        | 20 febbraio 1968 |
| 5        | West Bromwich Albion     | 1-1       | Southampton          | 17 febbraio 1968 |
| replay   | Southampton              | 2-3       | West Bromwich Albion | 21 febbraio 1968 |
| 6        | Sheffield United         | 2-1       | Blackpool            | 17 febbraio 1968 |
| 7        | Tottenham Hotspur        | 3-1       | Preston North End    | 17 febbraio 1968 |
| 8        | Manchester City          | 0-0       | Leicester City       | 17 febbraio 1968 |
| replay   | Leicester City           | 4-3       | Manchester City      | 19 febbraio 1968 |
| 9        | Fulham                   | 0-0       | Portsmouth           | 17 febbraio 1968 |
| replay   | Portsmouth               | 1-0       | Fulham Football Club | 21 febbraio 1968 |
| 10       | Coventry City            | 1-1       | Tranmere Rovers      | 17 febbraio 1968 |
| replay   | Tranmere Rovers          | 2-0       | Coventry City        | 21 febbraio 1968 |
| 11       | Carlisle United          | 0-2       | Everton              | 17 febbraio 1968 |
| 12       | Chelsea                  | 1-0       | Norwich City         | 17 febbraio 1968 |
| 13       | Swansea                  | 0-1       | Arsenal              | 17 febbraio 1968 |
| 14       | Leeds United             | 2-1       | Nottingham Forrest   | 17 febbraio 1968 |
| 15       | Stoke City Football Club | 0-3       | West Ham United      | 17 febbraio 1968 |
| 16       | Birmingham City          | 3-0       | Orient               | 17 febbraio 1968 |

### Ottavi di finale
Le partite furono giocate sabato 9 marzo 1968, ma quattro partite furono pareggiate e ripetute la stessa settimana.
| Sfida n° | Squadra in casa     | Punteggio | Squadra in trasferta | Data          |
| -------- | ------------------- | --------- | -------------------- | ------------- |
| 1        | Sheffield Wednesday | 2-2       | Chelsea              | 9 marzo 1968  |
| replay   | Chelsea             | 2-0       | Sheffield Wednesday  | 12 marzo 1968 |
| 2        | Everton             | 2-0       | Tranmere Rovers      | 9 marzo 1968  |
| 3        | Tottenham Hotspur   | 1-1       | Liverpool            | 9 marzo 1968  |
| replay   | Liverpool           | 2-1       | Tottenham Hotspur    | 12 marzo 1968 |
| 4        | Portsmouth          | 1-2       | West Bromwich Albion | 9 marzo 1968  |
| 5        | West Ham United     | 1-2       | Sheffield United     | 9 marzo 1968  |
| 6        | Arsenal             | 1-1       | Birmingham City      | 9 marzo 1968  |
| replay   | Birmingham City     | 2-1       | Arsenal              | 12 marzo 1968 |
| 7        | Leeds United        | 2-0       | Bristol City         | 9 marzo 1968  |
| 8        | Rotherham United    | 1-1       | Leicester City       | 9 marzo 1968  |
| replay   | Leicester City      | 2-0       | Roterham United      | 13 marzo 1968 |

### Quarti di finale
Le partite furono giocate sabato 30 marzo 1968, ma una partita fu pareggiata e ripetuta due volte.
| Sfida n° | Squadra in casa      | Punteggio | Squadra in trasferta | Data           |
| -------- | -------------------- | --------- | -------------------- | -------------- |
| 1        | Leicester City       | 1-3       | Everton              | 30 marzo 1968  |
| 2        | West Beomwich Albion | 0-0       | Liverpool            | 30 marzo 1968  |
| replay   | Liverpool            | 1-1       | West Beomwich Albion | 8 aprile 1968  |
| replay   | West Beomwich Albion | 2-1       | Liverpool            | 18 aprile 1968 |
| 3        | Leeds United         | 1-0       | Sheffield United     | 30 aprile 1968 |
| 4        | Birmingham City      | 1-0       | Chelsea              | 30 aprile 1968 |

### Semifinali
| Birmingham 27 aprile 1968                     | West Bromwich Albion | 2 – 0 | Birmingham City | Villa Park (60.831 spett.) |
| \| \| \| \| \| Astle Brown \| Marcatori \| \| |                      |       |                 |                            |
|                                               |                      |       |                 |                            |
| Astle Brown                                   | Marcatori            |       |                 |                            |

| Manchester 27 aprile 1968                   | Everton   | 1 – 0 | Leeds United | Old Trafford (63.000 spett.) |
| \| \| \| \| \| Morrissey \| Marcatori \| \| |           |       |              |                              |
|                                             |           |       |              |                              |
| Morrissey                                   | Marcatori |       |              |                              |

### Finale
La finale si è giocata sabato 18 maggio 1968, a Wembley, e finì con la vittoria del West Bromwich Albion sull'Everton per 1-0 dopo i tempi supplementari.
| Arbitro: | Callaghan |

|           |           |  |
| Astle 93’ | Marcatori |  |